# أولكساندرا خومينتس
أولكساندرا خومينتس هي لاعبة مصارعة حرة أوكرانية، فازت بالميدالية البرونزية في وزن 55 كج في بطولة العالم 2021.

## وصلات خارجية
- أولكساندرا خومينتس على موقع قاعدة بيانات المصارعة الدولية (الإنجليزية)